# Alexandra Ledermann : Aventures au galop
Alexandra Ledermann : Aventures au galop est un jeu vidéo d'équitation développé par Independent Arts et édité par Ubisoft, sorti en 2006 sur Game Boy Advance.
Le jeu s'intitule Pferd und Pony: Mein Gestüt en Allemagne et Horsez en Amérique du Nord.

## Accueil
- Jeuxvideo.com : 10/20[1]